# Pelorocephalus
Pelorocephalus és un gènere de temnospòndil que va viure al Triàsic superior en el que avui en dia és Argentina.

## Taxonomia

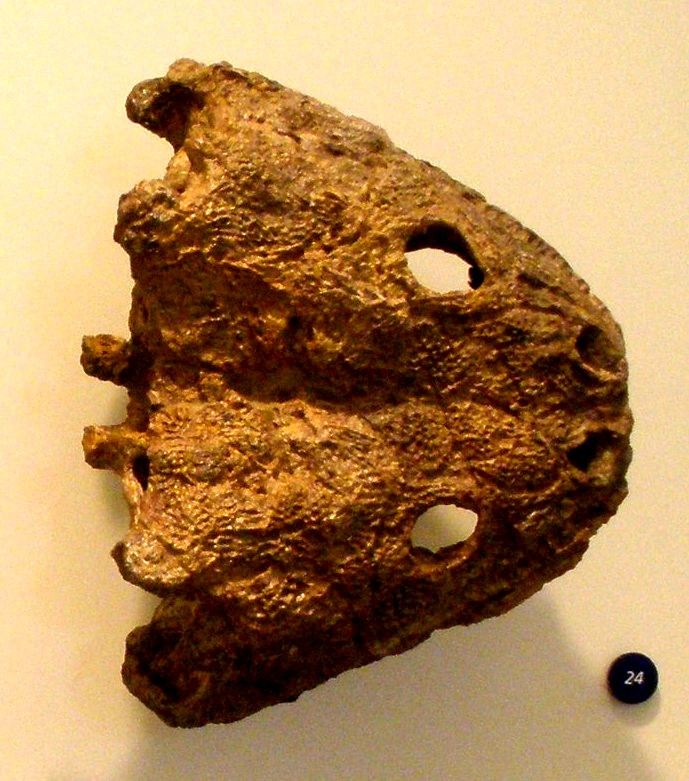
Pelorocephalus tunuyaensis

- † Pelorocephalus mendozensis Cabrera, 1944
- † Pelorocephalus tenax Rusconi, 1949
- † Pelorocephalus cacheutensis Rusconi, 1953
- ?† Pelorocephalus ischigualastensis Bonaparte, 1975